# دوچینا
دوچینا (به صربی: Dučina) یک منطقهٔ مسکونی در صربستان است که در Sopot واقع شده‌است. دوچینا ۷۳۶ نفر جمعیت دارد.